# Fīrūz Kūh-e ‘Īsáābād
Fīrūz Kūh-e ‘Īsáābād (persiska: Kūh-i-‘Isābād, كوهِ عيسَى آباد فيروز, Kūh-e ‘Īsáābād Fīrūz, فیروز کوه عیسی آباد) är ett berg i Iran.   Det ligger i provinsen Markazi, i den centrala delen av landet, 220 km sydväst om huvudstaden Teheran. Toppen på Fīrūz Kūh-e ‘Īsáābād är 2 687 meter över havet, eller 90 meter över den omgivande terrängen. Bredden vid basen är 0,86 km.
Terrängen runt Fīrūz Kūh-e ‘Īsáābād är huvudsakligen kuperad. Runt Fīrūz Kūh-e ‘Īsáābād är det ganska glesbefolkat, med 25 invånare per kvadratkilometer. Närmaste större samhälle är Maḩallāt, 17,1 km öster om Fīrūz Kūh-e ‘Īsáābād. Trakten runt Fīrūz Kūh-e ‘Īsáābād består i huvudsak av gräsmarker.